# Philip Neame
Sir Philip Neame, VC CB KBE KStJ (* 12. Dezember 1888 in Faversham; † 28. April 1978 in Selling) war ein britischer Generalleutnant und Sportschütze.

## Militärische Laufbahn
Nach seiner Schulzeit am Cheltenham College besuchte Neame die Royal Military Academy Woolwich, die er 1908 abschloss. Im Anschluss wurde er zu den Pionieren versetzt. 1910 wurde er zum Leutnant befördert.
Im Ersten Weltkrieg kämpfte er mit der British Expeditionary Force ab Oktober 1914 an der Westfront. Für die Rettung mehrerer Kameraden unter schwerem Feindfeuer im Dezember 1914 wurde ihm im Februar 1915 das Victoria-Kreuz verliehen. Ebenfalls im Februar 1915 wurde er Mentioned in dispatches, zudem war er zum Captain befördert worden. Im Januar 1916 erhielt er den Distinguished Service Order. Zum Ende des Jahres wurde er zum Brevet Major befördert. Im August 1918 erfolgte die temporäre Beförderung zum Lieutenant Colonel. Nach Kriegsende erhielt er zahlreiche Auszeichnungen, wie etwa das Ritterkreuz der französischen Ehrenlegion, das Croix de guerre und das belgische Kriegskreuz.
Im Februar 1925 wurde Neame Major. Er besuchte ab 1930 das Royal College of Defence Studies und stieg zwei Jahre darauf zum Colonel auf. Daraufhin wurde er in Britisch-Indien stationiert, wo er während einer Jagd von einem Tiger verletzt wurde. Ende 1933 heiratete Neame die Krankenschwester Harriet Drew, die ihn nach seinem Jagdunfall gepflegt hatte. Mit ihr bekam er vier Kinder. Im März 1938 erfolgte die Beförderung zum Generalmajor sowie die Versetzung auf den Leitungsposten der Royal Military Academy Woolwich. Neun Monate später wurde er zum Companion des Order of the Bath ernannt.
Mit Ausbruch des Zweiten Weltkriegs erhielt er zunächst Kommandoposten in Ägypten, dem Mandatsgebiet Palästina und Transjordanien. Im Februar 1941 wurde er Befehlshaber von Kyrenaika, das im Rahmen der Operation Compass im Kampf gegen Italien erobert wurde. Am 6. April 1941 fuhr Neame in einem Konvoi, der von einer deutschen Stoßgruppe, angeführt von Gerhard Graf von Schwerin, gefangen genommen wurde. Gemeinsam mit Generalleutnant Sir Richard O’Connor und Brigadegeneral John Combe verbrachte er die nächsten zweieinhalb Jahre als Kriegsgefangener, hauptsächlich im Castello di Vincigliati in der Nähe von Florenz. Mit dem italienischen Waffenstillstand von Cassibile endete die Gefangenschaft im September 1943. Am 25. Dezember 1943 kehrte er nach England zurück.
Am 28. August 1945 wurde er zum Vizegouverneur (Lieutenant Governor) von Guernsey ernannt und bekleidete diesen Posten als Generalleutnant bis 1953. Zudem war er von 1945 bis 1955 Colonel Commandant des Pionierkorps. Im Juni 1946 erfolgte die Ernennung zum Knight Commander des Order of the British Empire, womit Neame in den persönlichen Adelsstand erhoben wurde und fortan das Prädikat „Sir“ führte. Im selben Jahr erhielt er außerdem das Ritterkreuz des Order of Saint John. Im Januar 1955 wurde Neame zum Deputy Lieutenant des County of Kent ernannt.

## Sportliche Erfolge
Philip Neame nahm an den Olympischen Spielen 1924 in Paris in der Mannschaftskonkurrenz auf den Laufenden Hirsch im Doppelschuss teil. Ihm gelang mit der Mannschaft ein knapper Sieg vor Norwegen, dessen Mannschaft mit 262 Punkten einen Punkt weniger als die britische Mannschaft erzielt hatte. Neben Neame, der mit 51 Punkten das schwächste Resultat der Briten erzielte, gehörten außerdem Cyril Mackworth-Praed, Allen Whitty und Herbert Perry zur Mannschaft, die Olympiasieger wurde.